# Chiesa ortodossa siriaca del Malankara
La Chiesa ortodossa siriaca del Malankara (conosciuta anche come Chiesa ortodossa malankarese) è una delle chiese dei cristiani di San Tommaso, la più antica delle comunità cristiane dell'India, fondata secondo la tradizione da Tommaso apostolo, uno dei 12 discepoli di Gesù.
La Chiesa ortodossa siriaca del Malankara, secondo le statistiche da essa fornite al Consiglio Mondiale delle Chiese, riunisce oggi circa 2 milioni di fedeli in tutto il mondo. Il censimento 2011 del Kerala indicò che i suoi 493.857 fedeli costituivano l'1,5% della popolazione dello stato, l'8,0 dei cristiani.
È retta da un Catholicos (primate) con sede a Kottayam, nel Kerala. Attualmente la carica è ricoperta da Baselios Marthoma Mathews III. I suoi titoli sono Catholicos d'Oriente e Metropolita Malankarese.

## Storia

### Antichità
Secondo Eusebio di Cesarea, l'apostolo Tommaso giunse in India nel 52 dalla Persia, con la missione di evangelizzare il Paese. I primi evangelizzatori storicamente accertati provenivano dalla Mesopotamia e appartenevano alla Chiesa d'Oriente.
Nel 410 il Concilio di Seleucia-Ctesifonte, capitale dell'Impero persiano sasanide organizzò la chiesa cristiana in tale impero sotto il vescovo della capitale, al quale fu conferito il titolo di Grande Metropolita, Catholicos o Patriarca. Il successivo sinodo di Markabata (424) decretò che il Catholicos è il capo supremo della chiesa e non è soggetto ad alcuna autorità terrena: "Le orientali non devono portare lagnanze contro il loro Patriarca davanti ai Patriarchi occidentali; ogni causa non risolta davanti a lui deve attendere il verdetto di Cristo.
I cristiani indiani vennero gerarchicamente integrati in questa Chiesa d'Oriente. La loro liturgia era il rito siriaco orientale, celebrato in lingua siriaca. La loro teologia era chiamata nestoriana, perché la Chiesa d'Oriente, che accettò i decreti di Nicea (325) e del Primo Concilio di Costantinopoli (381), rigettò quelli del terzo concilio ecumenico, il Concilio di Efeso (431) che condannava Nestorio.

### Dal XVI al XIX secolo
L'arrivo dei portoghesi in India (al principio del XVI secolo) segnò l'incontro della Chiesa malankarese con i primi missionari europei. All'inizio l'unione con Roma fu immediata e spontanea. Il clero di Goa (il centro di diffusione principale del cattolicesimo) e i missionari però avviarono un processo di latinizzazione forzata, che culminò nel 1599, quando l'arcivescovo di Goa, Alexis Menezes, convocò a Diamper un sinodo per unificare la gerarchia. Molti cattolici lasciano allora la Chiesa Cattolica per ricongiungersi alla chiesa tradizionale.
Nel 1653 circa 25.000 cristiani di San Tommaso si riunirono a Mattacherry e troncarono la loro relazione con i vescovi portoghesi («Giuramento della Croce di Coonan»). L'arcidiacono Tommaso venne eletto vescovo e poi consacrato da 12 sacerdoti. Iniziò una nuova linea di successione del primate della Chiesa indiana, che assunse il titolo di Metropolita Malankarese. Con l'arrivo nel 1665 di un vescovo della Chiesa ortodossa siriaca si diede inizio ad una relazione con tale chiesa di tradizione miafisita, che comportò l'adozione della sua fede e del suo rito liturgico, con il conseguente abbandono dell'antecedente tradizione teologica e rituale della Chiesa d'Oriente.
Nel 1662 il Patriarcato ortodosso di Antiochia ricominciò a nominare un «Catholicos dell'Oriente» per la chiesa indiana. Pochi anni dopo le due cariche vennero fuse.

Nel 1685 il catholicos si trasferì in India e prese sede a Kothamangalam, nel Kerala. Due anni dopo, il nuovo catholicos ritornò ad Antiochia, dove fu eletto Patriarca (Ignazio Giorgio II).
Nel 1748 per la prima volta venne consacrato appositamente un catholicos per la Chiesa indiana. Tre anni dopo il primate si trasferì in India.

Nel 1774 si verificò uno scisma: Abraham Mar Koorilose creò la Chiesa siriaca indipendente del Malabar (detta anche di Thozhiyoor, o di Anjoor).
Nel 1852 il Metropolita Malankarese Matteo Atanasio dichiarò l'autonomia della Chiesa da Antiochia.

Nel 1875 il Patriarca di Antiochia scomunicò Matteo Atanasio. L'anno seguente organizzò il territorio della Chiesa indiana in sette diocesi: Ankamaly, Cochin, Kandanad, Kottayam, Niranam, Thumpamon e Quilon, e ne consacrò i rispettivi vescovi. Rimase la tensione con la comunità che non riconobbe l'autorità del Patriarca. La Chiesa indiana rimase divisa praticamente in due rami: uno fedele al patriarca e uno autocefalo.

### Dal XX secolo ad oggi
La costituzione (raccolta di leggi) del 1934 ha rafforzato il potere del Catholicos e ne ha ampliato le prerogative. Allo stesso tempo, ha confermato che il Patriarca di Antiochia è il primate della Chiesa siriaca. Nel 1938 il Patriarcato di Antiochia crea la «Diocesi dell'India fuori del Kerala»; nel 1953 viene creata un'ottava diocesi nel Kerala, la diocesi di Malabar.
Nel 1958 la chiesa autocefala torna in comunione con il Patriarca di Antiochia. La chiesa indiana è riunificata.
Ma nel 1975 lo scisma si ripete. Ad oggi la comunità malankarese è divisa in due. Nel 1996 la Corte Suprema indiana sancisce la situazione di fatto: esiste in India una Chiesa siro-ortodossa divisa in due fazioni. La Corte riconosce l'autorità spirituale del Patriarca di Antiochia sulla Chiesa siro-ortodossa universale, ma afferma parimenti che l'amministrazione della Chiesa indiana spetta al Catholicos in linea con la costituzione della chiesa adottata nel 1934.
Nel 2002 il Catholicosato dell'Oriente cambia denominazione in «Catholicosato dell'India». L'elemento che nella chiesa è fedele al patriarca formula una nuova costituzione, di cui la validità è disconosciuta dalla Corte suprema dell'India con il giudizio del 3 luglio 2017, con il quale dichiara ridotto ad una nullità il potere anche spirituale del patriarca ("the spiritual power of the Patriarch has reached to a vanishing point") che non può intromettersi nella nomina dei membri del clero e così nell'amministrazione dei beni (punti V e VI). La Corte dichiara inoltre che la Costituzione del 2002 non ha valore giuridico per il diritto civile indiano (XXIV), comunque la Costituzione del 1934 può essere modificata se ciò fosse ritenuto necessario (punto XX).
La Chiesa ortodossa siriaca del Malankara conserva come lingua ufficiale il siriaco, l'antico idioma discendente dall'aramaico, lingua parlata da Gesù.

## Struttura
La Chiesa ortodossa siriaca del Malankara è organizzata in 30 diocesi, i cui vescovi portano tutti il titolo di metropoliti. Di queste diocesi, 20 si trovano in Kerala, territorio proprio della Chiesa; 7 diocesi sono istituite nel resto dell'India; 3 altre diocesi coprono territori della diaspora fuori dall'India.

### Diocesi del Kerala
- Diocesi di Thiruvananthapuram
- Diocesi di Kollam
- Diocesi di Kottarakara-Punalur
- Diocesi di Adoor-Kadampanad
- Diocesi di Thumpamon
- Diocesi di Mavelikkara
- Diocesi di Chengannur
- Diocesi di Niranam
- Diocesi di Nilackal
- Diocesi di Kottayam
- Diocesi di Kottayam Centrale
- Diocesi di Idukki
- Diocesi di Kandanad Est
- Diocesi di Kandanad Ovest
- Diocesi di Angamaly
- Diocesi di Kochi
- Diocesi di Thrissur
- Diocesi di Kunnamkulam
- Diocesi di Malabar
- Diocesi di Sultan Bathery

### Diocesi del resto dell'India
- Diocesi di Brahmavar (Karnataka)
- Diocesi di Madras (Tamil Nadu)
- Diocesi di Bangalore (Karnataka)
- Diocesi di Bombay (Maharashtra)

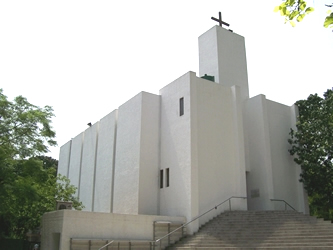
La cattedrale di Santa Maria della diocesi di Delhi

- Diocesi di Calcutta (Bengala Occidentale)
- Diocesi di Delhi
- Diocesi di Ahmedabad (Gujarat)

### Diocesi fuori dall'India
- Diocesi dell'America del Nord-Est
- Diocesi dell'America del Sud-Ovest
- Diocesi di UK-Europa-Africa

## Cronotassi dei Catholicoi
- Baselios Paulos I (15 settembre 1912 - 2 maggio 1913 deceduto)[13]
- Baselios Geevarghese I (30 aprile 1925 - 17 dicembre 1928 deceduto)[14]
- Baselios Geevarghese II (15 febbraio 1929 - 3 gennaio 1964 deceduto)[15]
- Baselios Augen I (22 maggio 1964 - 24 settembre 1975 dimesso)[16]
- Baselios Mar Thoma Mathews I (27 ottobre 1975 - 27 aprile 1991 dimesso)[17]
- Baselios Mar Thoma Mathews II (1991 - 26 gennaio 2006 deceduto)[18]
- Baselios Mar Thoma Didymos I (26 gennaio 2006 succeduto - 1º novembre 2010 dimesso)[19]
- Baselios Mar Thoma Paulose II, (1º novembre 2010 - 12 luglio 2021 deceduto)
- Baselios Marthoma Mathews III, dal 15 ottobre 2021